# Pau Gené i Vidal
Pau Gené i Vidal (Espanya segles XIX-xx). Compositor i professor.
La seva principal activitat fou la de mestre. Va pertànyer a les ordres de les Escoles Pies, i per aquesta raó es va establir durant una temporada a La Habana, ocupant el lloc de catedràtic en un col·legi de la seva congregació. L'any 1912 va ocupar el càrrec de vocal de festes religioses durant el III Congrés Nacional de Música Religiosa celebrat a Barcelona. Les seves composicions són exclusivament religioses, la majoria d'elles destinades a ser executades a l'església de Pare de les Escoles Pies de Sant Antoni de Barcelona.

## Obres
Música religiosa:
- Misa monacal,[1] Cos, vcs, ar, 1878.
- Dios te salve María, salutación angélica,[1] Covb, órg, E: VAcp
- Dos Ave Marías y Gloria Patri,[1] 2Ti, órg, arm (UME).
- El buen pastor, idilio mísitico,[1] 1, M. Sánchez (IA)
- Hosanna, Aleluya,[1] H, S, T, B, Orq, p, E:SEG
- Kyrie del Santo Sacrificio.[1]